# Zodarion immaculatum
Zodarion immaculatum är en spindelart som beskrevs av Denis 1962. Zodarion immaculatum ingår i släktet Zodarion och familjen Zodariidae.
Artens utbredningsområde är Libya. Inga underarter finns listade i Catalogue of Life.